# العوشزية (عنيزة)
العوشزية قرية سعودية تقع في شرق محافظة عنيزة في منطقة القصيم، وتبعد عن محافظة عنيزة مسافة 20 كلم تقريبًا، وتحيط بالعوشزية ثلاث محافظات رئيسية بالمنطقة، هي عنيزة والمذنب و الشماسية.

## بحيرة العوشزية
تعد أكبر بحيرة في الجزيرة العربية، وتبلغ مساحتها 50 كيلومترًا مربعًا، تتجمع مياهها من ثلاثة أودية رئيسية، وتعتبر معلم سياحي تتميز به العوشزية.وتسمى أيضًا ببحيرة الملح